# Enosis (chi bướm)
Enosis là một chi bướm trong phân họ Hesperiinae.

## Các loài
- Enosis achelous[1] Plötz, 1882 (ferruginous brown-eye [2])
- Enosis angularis Möschler, 1877
- Enosis aphilos Herrich-Schäffer, 1869
- Enosis blenda Evans, 1955
- Enosis blotta Evans, 1955
- Enosis dognini Mabille, 1889
- Enosis iccius Evans, 1955
- Enosis immaculata Hewitson, 1868 (immaculate brown-eye [2])
- Enosis matheri Freeman, 1969 (Mather's brown-eye [2])
- Enosis schausi Mielke & Casagrande, 2002
- Enosis topo Nicolay, 1980
- Enosis uza Hewitson, 1877